# Adler Károly (kereskedő)
Adler Károly (Győr, 1864. november 14. – Auschwitz, 1944. június) kereskedő.

## Tanulmányai
A Győri Magyar Királyi Állami Főreáliskolában (ma Révai Miklós Gimnázium), illetve a Bécsi Kereskedelmi Akadémián végezte tanulmányait. 1886-ban nyugat-európai tanulmányútra ment.

## Pályafutása
1888-ban a családi vállalkozásban, az Adler Sándor és fia nagykereskedelmi cégnél dolgozott. A győri Kereskedelmi és Iparkamarának 1896-tól volt tagja és rendszeres szakmai tanácsadója is. A győri Lloyd Testületnek tagja, és 1922 októberétől majdnem két évtizeden át elnöke volt.
1923 elejétől Győr város törvényhatóságának tagja lett. Később a kisgyűlésbe is beválasztották. Az állami főhatóságok is elismerték önzetlen közéleti fáradozásait, és ezt királyi kereskedelmi tanácsos címmel jutalmazták. A Győri Neológ Izraelita Hitközség elnöke volt 1924-1928 között. A Kossuth utcai zsinagógát ekkor nagyobbították meg, és az úgynevezett téli – fűthető – Petőfi téri kistemplomot is ez idő alatt építették. 75 éves volt, amikor a II. zsidótörvény értelmében a városi törvényhatósági tagságától megfosztották. 1944. június 11-13-án Auschwitzba deportálták, ott halt meg.